# Antonín Vysloužil
Antonín Vysloužil (12. února 1890 Věrovany – 9. prosince 1945 vyhozen z vlaku u Kolína) byl český katolický kněz, kaplan (1918 – 1923), administrátor farnosti (1923) a farář (1923 – 1945) ve Vizovicích, starosta Vizovic (od 1925) a čestný konzistorní rada.

## Život
Za druhé světové války spolupracoval s protinacistickým odbojem a podporoval Židy. Byl odpůrcem komunistů a po válce kritizoval zejména fakt, že se na Zlínsku v jejich straně na čelních postech (a tudíž i na vedoucích pozicích místní samosprávy) prosadili různí tzv. partyzáni a konfidenti gestapa a dalších nacistických úřadů.
Po válce se pokoušel pomoci bývalému německému žalobci Kurtu Blaschtowitschkovi a jeho ženě Marii, kteří za druhé světové války měli vědomosti a důkazy o konfidentech gestapa, kteří v řadách komunistů po válce ovládli významné posty ve Zlíně (Blaschtowitschka udání na čelní osobnosti protinacistického odboje na Zlínsku dál nepředal).
Vysloužil i přes obrovskou snahu nedokázal Marii Blaschtowitschkové, kterou znal od dětství, pomoci, mimo jiné i proto, že vysocí komunističtí funkcionáři zastavili prošetřování jeho podání (zejména se v této věci angažoval Bedřich Pokorný) a zabavili klíčové důkazní materiály. Kurt Blaschtowitschka byl po druhé světové válce Mimořádným lidovým soudem v Praze odsouzen (coby válečný zločinec) k trestu smrti a 14. září 1945 popraven v Praze na Pankráci oběšením. Jeho žena byla v květnu 1946 propuštěna z vazby a protože měla německé říšské občanství, byla předána do internačního tábora pro Němce v Modřanech u Prahy. Do transportu pro odsun Němců byla zařazena 23. června 1946 a následně odsunuta do Immelstettenu v americké okupační zóně v Německu.
Jelikož se Vysloužil nedal zkorumpovat ani zastrašit a stále se pokoušel dosáhnout odvolání a obžaloby řady komunistických pohlavárů ze Zlína (stále disponoval rozsáhlou sbírkou důkazů, včetně vlastnoručně sepsaných udání, které dotyční předtím podali Blaschtowitschkovi), dva příslušníci zlínské komunisty ovládané „partyzánské“ organizace (jejíž vedení bylo prolezlé bývalými konfidenty gestapa) jej na příkaz vedoucích představitelů zlínských komunistů zavraždili (vyhodili z jedoucího rychlíku), když i s důkazy cestoval do Prahy za právním zástupcem. Složky s důkazy později komunisté použili k vydírání a upevnění pozic komunistů ve Zlíně. Někteří autoři spekulují o tom, že možná do vraždy mohl být zapleten i sám Pokorný.

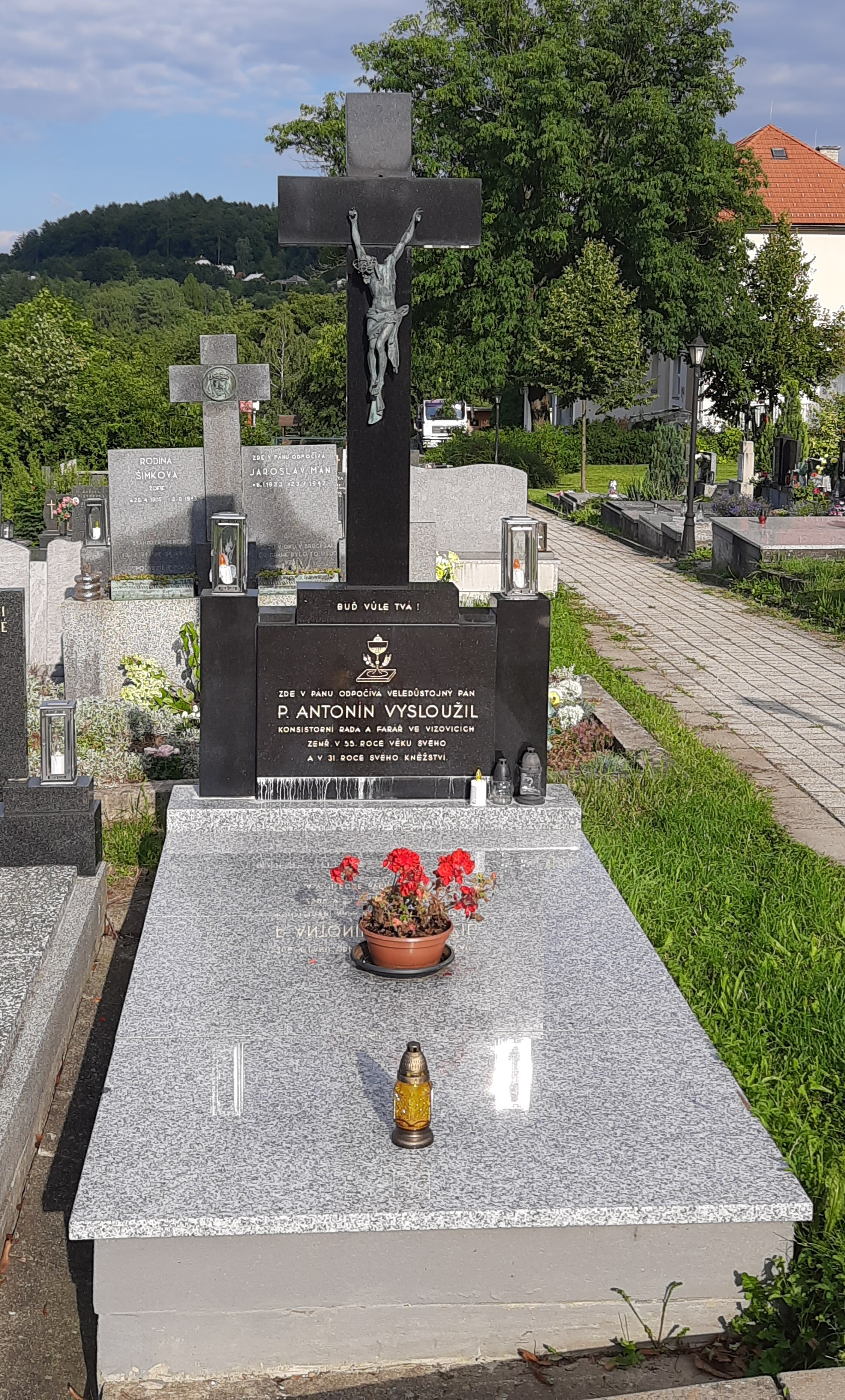
Hrob P. Antonína Vysloužila na hřbitově ve Vizovicích

Antonín Vysloužil byl pohřben na hřbitově ve Vizovicích. V prosinci 1995 byl  poctěn čestným občanstvím Vizovic.